# Șirineasa
Șirineasa – wieś w Rumunii, w okręgu Vâlcea, w gminie Șirineasa. W 2011 roku liczyła 1463 mieszkańców.